# Emily Scott
Emily Scott (Canberra, 1983) is een Australisch fotomodel en modeontwerper. Ze woont afwisselend in Sydney en Londen.
Nadat Scott aan de University of Queensland een "Bachelor of Arts degree in Design" had behaald, werkte ze enige tijd als fotomodel voor een lokale fotograaf. Nadat Scott enige foto’s had opgestuurd naar de gerenommeerde Australische fotograaf Michael Plumridge in Las Vegas, werd ze door hem uitgenodigd voor haar eerste professionele fotoshoot. Als snel werd ze bekend en Scott had meerdere malen een fotoreportages in mannentijdschriften als Ralph Magazine, Zoo Weekly, FHM en Maxim in zowel Australië, Groot-Brittannië als de Verenigde Staten. In februari 2007 eindigde Scott op de eerste plaats, voor Krystal Forscutt, in de verkiezing van "Sexiest Aussie Babe", die werd gehouden onder de lezers van FHM Australia. In de Britse FHM-verkiezing eindigde ze op de negende plaats. Scott is "uithangbord" voor het Australische zwemkledingmerk Babelife, waarvoor ze zelf ook ontwerpen maakt.
Scott verscheen in 2000 in de videoclip Rock DJ van Robbie Williams en ze deed verder enige tijd reclamecampagnes voor Lipton Ice Tea. In 2006 nam Scott deel aan de Britse celebrity-realityshow Love Island, maar ze werd na zes dagen al weggestemd. Scott had in 2006 gedurende een halfjaar een relatie met de Engelse acteur David Walliams, bekend van Little Britain.